# Rutongo
Rutongo é uma cidade do Ruanda, do distrito da província de Quigali.

## História
A firma Rutongo Mines extrái um depósito de cassiterita. Em 1948, em sua história O Novo Congo, o jornalista americano Tom Marvel escreveu sobre isso "... mina linda, como riqueza do Ruanda".
A cidade abriga o Seminário Propedêutico Maior de Rutongo.